# Низовцев, Игорь Николаевич
Игорь Николаевич Низовцев (род. 19 августа 1980) — российский футбольный судья, имеет региональную категорию. Обслуживает матчи первенства России.

## Карьера
Судейскую карьеру начал в 1999 году. С 2007 года начал работать главным арбитром в соревнованиях профессиональных клубов (второй дивизион). С 2009 года стал судить матчи молодёжного первенства премьер-лиги, с 2010 года обслуживает матчи ФНЛ.
20 октября 2012 года впервые работал на матче премьер-лиги в качестве главного арбитра. В дебютной игре, где встречались «Краснодар» и «Алания», Низовцев показал 7 жёлтых карточек. В сезоне 2012/13 был главным судьёй в семи матчах премьер-лиги, в сезоне 2013/14 — в девяти, в сезоне 2014/15 — в семнадцати.
В октябре 2013 года после матча «Спартак» — «Терек» был подвергнут критике главным тренером «Спартака» Валерием Карпиным. В апреле 2014 года в матче ФНЛ «Торпедо» (Москва) — «Ротор» назначил спорный пенальти, после чего был раскритикован главным тренером «Ротора» Фёдором Щербаченко. В сентябре 2014 года судил центральный матч тура в премьер лиге, «Зенит» — «Спартак», в котором, по мнению экспертов, справедливо не засчитал забитый с нарушением гол «Зенита». В мае 2015 года принял несколько спорных решений в матче «Амкар» — «Локомотив», за что получил оценку «неудовлетворительно».
В сезоне 2015/16 Низовцев отсудил 7 матчей премьер-лиги. В игре «Мордовия» — ЦСКА он удалил в начале встречи защитника ЦСКА Марио Фернандеса, но во втором тайме уравнял составы, в результате ЦСКА, проигрывая к перерыву 0:3, смог одержать победу 6:4.
В марте 2016 года в матче ФНЛ «Сибирь» — «Торпедо» (Армавир) назначил три пенальти в ворота хозяев, два из которых были реализованы. В конце матча между футболистами возникла драка. Руководство «Сибири» и многие эксперты обвинили Низовцева в необъективном судействе, за свою работу он получил неудовлетворительную оценку. Позднее стало известно о его отстранении от судейства во всех профессиональных лигах до конца сезона.